# Phyllachora sikkimensis
Phyllachora sikkimensis är en svampart som beskrevs av T.S. Ramakr. & K. Ramakr. 1950. Phyllachora sikkimensis ingår i släktet Phyllachora och familjen Phyllachoraceae.   Inga underarter finns listade i Catalogue of Life.